# Socket 6
Socket 6 是Intel80486系列处理器所使用的CPU插座, 由Socket 3简单修改而来。
Intel在80486系列的市场寿命邻近终结时发布了这个标准，特别因為當時Socket 3标准仍然适用，所以有只有很少主板採用這插座。

## 脚注
1. ↑  . pcguide.com.   [2009-03-31]. （原始内容存档于2008-12-04）.